# Dawid Byczkowski
Dawid Byczkowski (ur. 1874, zm. 1937) – duchowny prawosławny, protoprezbiter.
Urodził się w 1874 r. w rodzinie duchownego prawosławnego w wiosce Pogorielec (Pogorzelec) w ówczesnym ujeździe dubieńskim. Ukończył szkołę duchowną w Klewaniu i prawosławne seminarium duchowne w Krzemieńcu. Następnie wstąpił do Petersburskiej Akademii Duchownej, którą ukończył w 1891 r. ze stopniem kandydata teologii. Studiował także pedagogikę. 
Wieloletni wykładowca historii w Żeńskim Studium Brackim im. Błudowych w Ostrogu. Członek Ostrogskiego Bractwa Św. Cyryla i Metodego, wybitnie rusyfikacyjnej placówki religijno-oświatowej na Wołyniu. Pracował w środowisku ówczesnych rosyjskich pedagogów przesiąkniętych wolnomyślicielstwem, indyferentyzmem i liberalizmem. Z czasem został ostatnim proboszczem cerkwi brackiej pw. Św. Cyryla i Metodego w Ostrogu (dawny kościół oo. kapucynów). Jako obrońca prawosławia i jego stanu posiadania, bezskutecznie przeciwstawiał się zwrotowi tej świątyni katolikom. Pisał w tej sprawie w prasie prawosławnej, wiele uwagi poświęciła mu także polska prasa. Zmarł w 1937 r. w ubóstwie. Pochowany został na Cmentarzu Brackim w Ostrogu. 